# 無理數
無理數（irrational number）是指有理数以外的实数，當中的「理」字来自于拉丁语的rationalis，意思是「理解」，实际是拉丁文对于logos「说明」的翻译，是指无法用两整数之比来说明的无理数。
非有理數之實數不能寫作兩整數之比。若將它寫成小數形式，小數點後有無限多位，並且不會循環，即无限不循环小数（任何有限或无限循环小数可表示成两整数的比）。常見無理數有大部分的平方根、π和e（後兩者同時為超越數）等。無理數另一特徵是無限的連分數表達式。
傳說中，无理数最早由畢達哥拉斯學派弟子希伯斯发现，他以幾何方法證明{\displaystyle {\sqrt {2}}}無法用整数及分數表示；而畢達哥拉斯深信任意数均可用整数及分数表示，不相信無理數存在，後來希伯斯触犯学派章程，将无理数透露给外人，因而被扔进海中处死，其罪名竟然等同于“渎神”。另見第一次數學危機。
無理數可以通過有理數的分划的概念來定義。

## 举例
1. {\displaystyle {\sqrt {3}}=}1.73205080…
2. {\displaystyle \log _{10}3=}＝0.47712125…
3. {\displaystyle e=}2.71828182845904523536…
4. {\textstyle \sin 45^{\circ }={\frac {\sqrt {2}}{2}}=}0.70710678…
5. {\displaystyle \pi =}3.141592653589793238462…

## 性质
- 无理数加或减有理数必得无理数。
- 无理数乘以或除以不等于0的有理数必得无理数。
- 无理数的平方根、立方根等次方根必得无理数。但无理数的无理数次幂不一定是无理数，如{\displaystyle {({\sqrt {2}}^{\sqrt {2}})}^{\sqrt {2}}=2}是有理数。

## 不知是否是無理數的數
無理數與無理數的四則運算的結果往往不知道是否無理數。如{\displaystyle \log _{10}2+\log _{10}5=\log _{10}10=1}，{\displaystyle {\sqrt {2}}\times {\frac {\sqrt {2}}{2}}=1}都是无理数与无理数进行四则运算得到有理数的例子。只有一些特定形式的数，如{\displaystyle {\sqrt {2}}+{\sqrt {3}}}，可以证明是无理数。而{\displaystyle \pi +e}、{\displaystyle \pi -e}等数未知是否是无理数，事实上，對于任何非零整數{\displaystyle m\,}及{\displaystyle n\,}，不知道{\displaystyle m\pi +ne\,}是否無理數。
我們亦不知道{\displaystyle 2^{e}\,}、{\displaystyle \pi ^{e}\,}、{\displaystyle \pi ^{\sqrt {2}}}、欧拉－马歇罗尼常数{\displaystyle \gamma \,}、卡塔兰常数{\displaystyle G}和费根鲍姆常数是否無理數。

## 無理數集的特性
無理數集是不可數集（有理數集是可數集而實數集是不可數集）。無理數集是不完備的拓撲空間，它與所有正數數列的集拓撲同構，當中的同構映射是無理數的連分數開展，因而贝尔纲定理可應用於無數間的拓撲空間。

## 無理化作連分數的表達式
{\displaystyle x^{2}=c\qquad (c>0)}，
選取正實數{\displaystyle \rho \,}使
{\displaystyle \rho ^{2}<c\!}。
經由遞迴處理
{\displaystyle {\begin{aligned}x^{2}\ -\!\rho ^{2}&=c\ -\!\rho ^{2}\\(x\ -\!\rho )(x\ +\!\rho )&=c\ -\!\rho ^{2}\\x\ -\!\rho &={\frac {c\ -\!\rho ^{2}}{\rho \ +\!x}}\\x&=\rho \ +\!{\frac {c\ -\!\rho ^{2}}{\rho \ +\!x}}\\&=\rho \ +\!{\cfrac {c\ -\!\rho ^{2}}{\rho \ +\!\left(\rho \ +\!{\cfrac {c\ -\!\rho ^{2}}{\rho \ +\!x}}\right)}}\\&=\rho \ +\!{\cfrac {c\ -\!\rho ^{2}}{2\rho \ +\!{\cfrac {c\ -\!\rho ^{2}}{2\rho \ +\!{\cfrac {c\ -\!\rho ^{2}}{\ddots \,}}}}}}={\sqrt {c}}\,\end{aligned}}}

## 無理數之證
證明某數是無理數，可以採用反證法，首先假設該數是有理數，可以用最簡分數{\displaystyle {\frac {p}{q}}}表示，進而推導出矛盾，證明假設不成立。

### 證明2{\displaystyle {\sqrt {2}}}是无理数
假设{\displaystyle {\sqrt {2}}}是有理数，且{\displaystyle {\sqrt {2}}={\frac {p}{q}}}，{\displaystyle {\frac {p}{q}}}是最简分数。
两边平方，得{\displaystyle 2={\frac {p^{2}}{q^{2}}}}。将此式改写为{\displaystyle 2q^{2}=p^{2}}，可见{\displaystyle p^{2}}为偶数。
因为平方运算保持奇偶性，所以{\displaystyle p}只能为偶数。设{\displaystyle p=2p_{1}}，其中{\displaystyle p_{1}}为整数。
代入可得{\displaystyle q^{2}=2p_{1}^{2}}。同理可得{\displaystyle q}亦为偶数。
这与{\displaystyle {\frac {p}{q}}}为最简分数的假设矛盾，所以{\displaystyle {\sqrt {2}}}是有理数的假设不成立。
此结论可进一步推广，当{\displaystyle N}为正整数但不是完全平方数时，{\displaystyle {\sqrt {N}}}是无理数。一般地，根据有理数根定理，对于方程{\displaystyle a_{n}x_{n}^{n}+a_{n-1}x_{n-1}^{n-1}+a_{n-2}x_{n-2}^{n-2}+\dots +a_{1}x+a_{0}=0}，{\displaystyle a_{0},a_{1},a_{2},\dots ,a_{n}}是整数，{\displaystyle a_{0},a_{n}\neq 0}，方程的有理数解{\displaystyle x={\frac {p}{q}}}必须满足{\displaystyle p}是常数项{\displaystyle a_{0}}的整数因子以及{\displaystyle q}是首项{\displaystyle a_{n}}的整数因子，而其他的解是无理数。

### 证明log2⁡3{\displaystyle \log _{2}3}是无理数
假设{\displaystyle \log _{2}3}是有理数，且{\displaystyle \log _{2}3={\frac {p}{q}}}，那么有
{\displaystyle 2^{p/q}=3}
{\displaystyle (2^{p/q})^{q}=3^{q}}
{\displaystyle 2^{p}=3^{q}.}
因为{\displaystyle 2^{p}}是偶数，{\displaystyle 3^{q}}是奇数，所以得到矛盾，因此{\displaystyle \log _{2}3}是无理数。

## 外部連結
- 從畢氏學派到歐氏幾何的誕生，蔡聰明 （页面存档备份，存于），有畢氏弄石法的證明
- {\displaystyle {\sqrt {2}}}是無理數的六個證明，香港大學數學系蕭文強 （页面存档备份，存于）（Mathematical Excalibur Vol.3 No.1 Page 2）
- 舊題新解—根號2是無理數，張海潮 張鎮華[永久]（數學傳播 第30卷 第4期）